# Blăgești (Vaslui)
Blăgeşti é uma comuna romena localizada no distrito de Vaslui, na região de Moldávia. A comuna possui uma área de 48.42 km² e sua população era de 1629 habitantes segundo o censo de 2007.